# Conferência Nordeste do Brasil Futebol Americano de 2018
A Conferência Nordeste é uma das quatro conferências da Brasil Futebol Americano de 2018. A conferência está dividida em dois grupos com quatro times: Norte e Sul. As quatro melhores equipes, independente do grupo, classificam-se às Semifinais de Conferência com o primeiro recebendo o quarto colocado e o segundo recebendo o terceiro. O campeão da conferência classifica-se às Semifinais Nacionais para enfrentar o campeão da Conferência Centro-Oeste. A pior equipe da conferência sendo rebaixada para a Liga Nordeste de 2019.

## Classificação
Classificados para os Playoffs estão marcados em verde e em rosa o rebaixado à Liga Nordeste de 2019.
O símbolo # indicada a classificação dentro da conferência.
Grupo Norte
| Pos | Times               | V | E | D | PCT  | PF  | PS  | SP   |
| --- | ------------------- | - | - | - | ---- | --- | --- | ---- |
| 1   | Bulls Potiguares #3 | 5 | 0 | 1 | .833 | 313 | 175 | 138  |
| 2   | Ceará Caçadores #4  | 4 | 0 | 2 | .667 | 195 | 110 | 85   |
| 3   | UFERSA Petroleiros  | 1 | 0 | 5 | .167 | 74  | 216 | -142 |
| 4   | Natal Scorpions     | 1 | 0 | 5 | .167 | 60  | 167 | -107 |

Grupo Sul
| Pos | Times                    | V | E | D | PCT   | PF  | PS  | SP   |
| --- | ------------------------ | - | - | - | ----- | --- | --- | ---- |
| 1   | João Pessoa Espectros #1 | 6 | 0 | 0 | 1.000 | 305 | 52  | 253  |
| 2   | Recife Mariners #2       | 5 | 0 | 1 | .833  | 217 | 82  | 135  |
| 3   | Cavalaria 2 de Julho     | 2 | 0 | 4 | .333  | 116 | 184 | -68  |
| 4   | Tropa Campina            | 0 | 0 | 6 | .000  | 33  | 320 | -287 |

### Resultados
Primeira Rodada
| 21 de julho 17:00 UTC -3 | Relatório | Cavalaria 2 de Julho | 02–12 | Recife Mariners |  | Salvador Arena Club, Salvador-BA |  |

| 22 de julho 14:00 UTC -3 | Relatório | João Pessoa Espectros | 72–05 | Tropa Campina |  | Vila Olímpica Parahyba, João Pessoa-PB |  |

| 22 de julho 14:00 UTC -3 | Relatório | UFERSA Petroleiros | 00–28 | Ceará Caçadores |  | Estádio Nogueirão, Mossoró-RN |  |

| 22 de julho 15:00 UTC -3 | Relatório | Bulls Potiguares | 49–27 | Natal Scorpions |  | Arena das Dunas, Natal-RN |  |

Segunda Rodada
| 5 de agosto 14:00 UTC -3 | Relatório | Recife Mariners | 42–00 | UFERSA Petroleiros |  | Estádio Grito da República, Olinda-PE |  |

| 5 de agosto 15:00 UTC -3 | Relatório | Natal Scorpions | 00–16 | Cavalaria 2 de Julho |  | Estádio Frasqueirão, Natal-RN |  |

| 5 de agosto 15:00 UTC -3 | Relatório | Tropa Campina | 22–55 | Bulls Potiguares |  | Estádio Presidente Vargas, Campina Grande-PB |  |

| 5 de agosto 16:00 UTC -3 | Relatório | Ceará Caçadores | 14–17 | João Pessoa Espectros |  | Estádio Presidente Vargas, Fortaleza-CE |  |

Terceira Rodada
| 18 de agosto 17:00 UTC -3 | Relatório | Cavalaria 2 de Julho | 48–06 | Tropa Campina |  | Salvador Arena Club, Salvador-BA |  |

| 19 de agosto 14:00 UTC -3 | Relatório | João Pessoa Espectros | 49–26 | Recife Mariners |  | Vila Olímpica Parahyba, João Pessoa-PB |  |

| 19 de agosto 15:00 UTC -3 | Relatório | Bulls Potiguares | 49–53 | Ceará Caçadores |  | Arena das Dunas, Natal-RN |  |

| 22 de julho 14:00 UTC -3 | Relatório | UFERSA Petroleiros | 14–06 | Natal Scorpions |  | Estádio Nogueirão, Mossoró-RN |  |

Quarta Rodada
| 1 de setembro 14:00 UTC -3 | Relatório | Recife Mariners | 49–12 | Cavalaria 2 de Julho |  | Estádio Grito da República, Olinda-PE |  |

| 1 de setembro 14:00 UTC -3 | Relatório | Tropa Campina | 00–63 | João Pessoa Espectros |  | Estádio Presidente Vargas, Campina Grande-PB |  |

| 2 de setembro 14:00 UTC -3 | Relatório | Ceará Caçadores | 47–14 | UFERSA Petroleiros |  | Estádio Murilão, Fortaleza-CE |  |

| 2 de setembro 15:00 UTC -3 | Relatório | Natal Scorpions | 03–54 | Bulls Potiguares |  | Campo do SAMU, Natal-RN |  |

Quinta Rodada
| 15 de setembro 17:00 UTC -3 | Relatório | Cavalaria 2 de Julho | 28–60 | Bulls Potiguares |  | Salvador Arena Club, Salvador-BA |  |

| 16 de setembro 14:00 UTC -3 | Relatório | Recife Mariners | 23–19 | Ceará Caçadores |  | Estádio Grito da República, Olinda-PE |  |

| 16 de setembro 14:00 UTC -3 | Relatório | UFERSA Petroleiros | 07–47 | João Pessoa Espectros |  | Estádio Nogueirão, Mossoró-RN |  |

| 16 de setembro 15:00 UTC -3 | Relatório | Natal Scorpions | 17–00 | Tropa Campina |  | Campo do SAMU, Natal-RN |  |

Sexta Rodada
| 29 de setembro 14:00 UTC -3 | Relatório | Tropa Campina | 00–65 | Recife Mariners |  | Estádio Presidente Vargas, Campina Grande-PB |  |

| 30 de setembro 14:00 UTC -3 | Relatório | João Pessoa Espectros | 57–00 | Cavalaria 2 de Julho |  | Estádio Almeidão, João Pessoa-PB |  |

| 30 de setembro 14:00 UTC -3 | Relatório | Ceará Caçadores | 34–07 | Natal Scorpions |  | Estádio Murilão, Fortaleza-CE |  |

| 30 de setembro 15:00 UTC -3 | Relatório | Bulls Potiguares | 46–39 | UFERSA Petroleiros |  | Campo do SAMU, Natal-RN |  |